# ワンダーウェーブ
ワンダーウェーブ（WonderWave）は、バンダイの携帯ゲーム機ワンダースワン用の周辺機器。

## 概要
赤外線通信によりソニー・コンピュータエンタテインメントのPlayStation用周辺機器であるPocketStationとデータをやり取りすることができる。ワンダースワンカラーやスワンクリスタルでも使用可能。

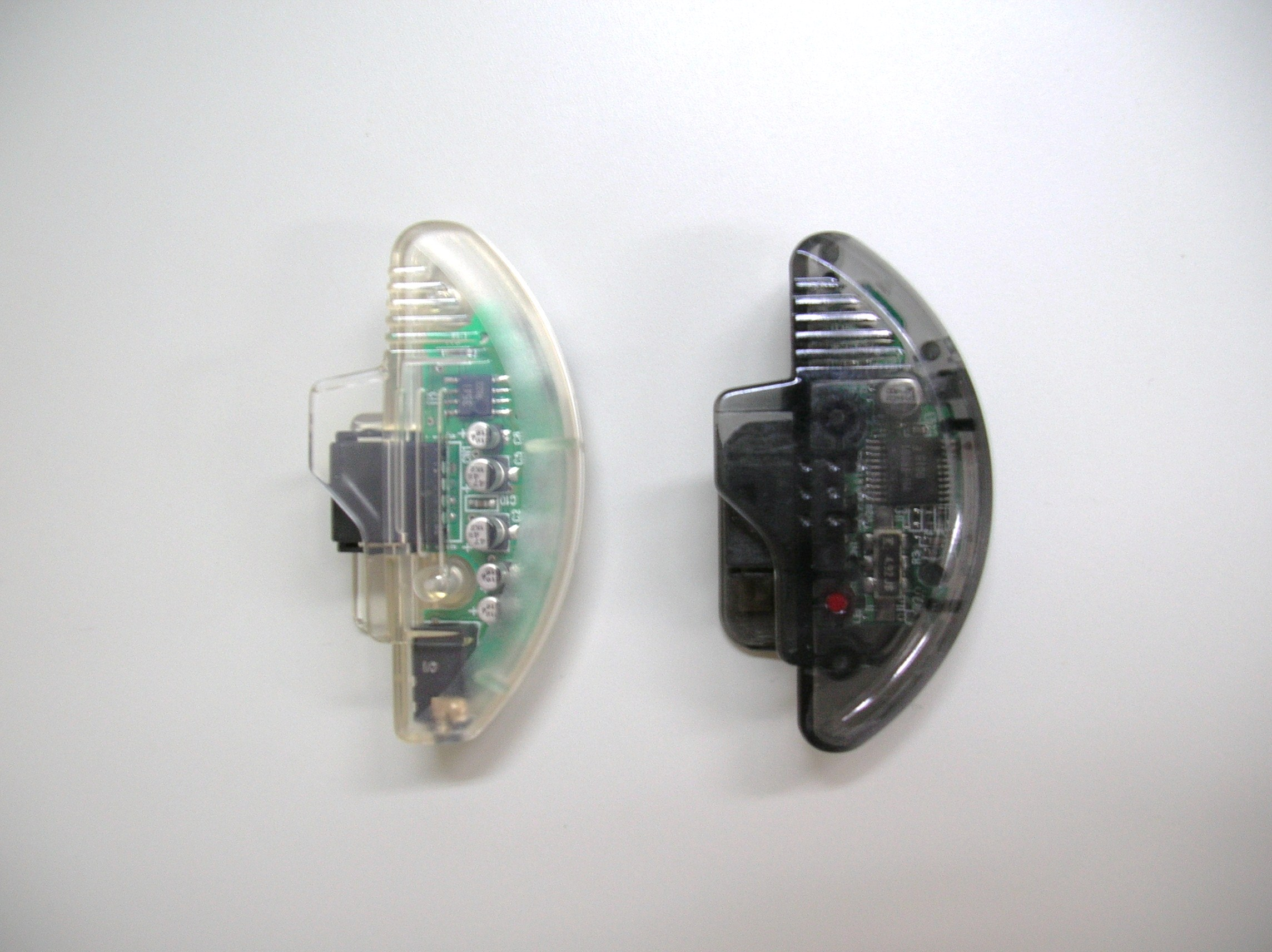
左がヘッドフォンアダプター、
右がワンダーウェーブ

ワンダースワン本体の拡張端子に差し込んで使用するため、ヘッドフォンアダプターと同時に使用することが出来ない。ヘッドフォンアダプターは無色透明。ワンダーウェーブはクリアブラック。

## ワンダーウェーブ対応ゲームと対応するPlayStation用ゲーム
- 「デジタルパートナー」(SWJ-BAN02C) 「ポケットデジモンワールド」
- 「デジタルパートナー ワンダーウェーブ同梱版」(SWJ-BAN02F) 「ポケットデジモンワールド」
- 「Gジェネレーションギャザービート」(SWJ-BAN030) 「GジェネレーションFプレミアムディスク」
- 「Gジェネレーションギャザービート ワンダーウェーブ同梱版」(SWJ-BAN031) 「GジェネレーションFプレミアムディスク」
- 「デジモンアドベンチャー02タッグテイマーズ」(SWJ-BAN032) 「ポケットデジモンワールド」
- 「デジモンアドベンチャー02ディーワンテイマーズ」(SWJ-BANC03) 「ポケットデジモンワールド」
- 「SDガンダム英雄伝 騎士伝説」(SWJ-BANC0A) 「SDガンダム英雄伝～大決戦!!騎士VS武者～」
- 「SDガンダム英雄伝 武者伝説」(SWJ-BANC0B) 「SDガンダム英雄伝～大決戦!!騎士VS武者～」

「デジタルパートナー」「Gジェネレーションギャザービート」の2作品ではワンダーウェーブ同梱版が発売されている。